# Encinedo
Encinedo est une commune d'Espagne dans la province de León, communauté autonome de Castille-et-León. Elle s'étend sur 195,01 km2 et comptait environ 616 habitants en 2024.

## Géographie
Encinedo est situé dans la partie nord de la province de León et se trouve sur le versant sud des monts Cantabriques sur le Río Cabrera à une altitude de 995 m . La ville de León est située à environ 100 km à l'est-nord-est d'Encinedo.

## Évolution démographique
| Année        | 1900 | 1970 | 1981 | 1991 | 2001 | 2011 | 2021 | 2024 |
| ------------ | ---- | ---- | ---- | ---- | ---- | ---- | ---- | ---- |
| Population   | 2499 | 1981 | 1191 | 1098 | 1010 | 800  | 651  | 616  |
| Source: INE. |      |      |      |      |      |      |      |      |

## Sites touristiques
- Église Santa Eulalia de Cabrera
- Chapelle de Encinedo

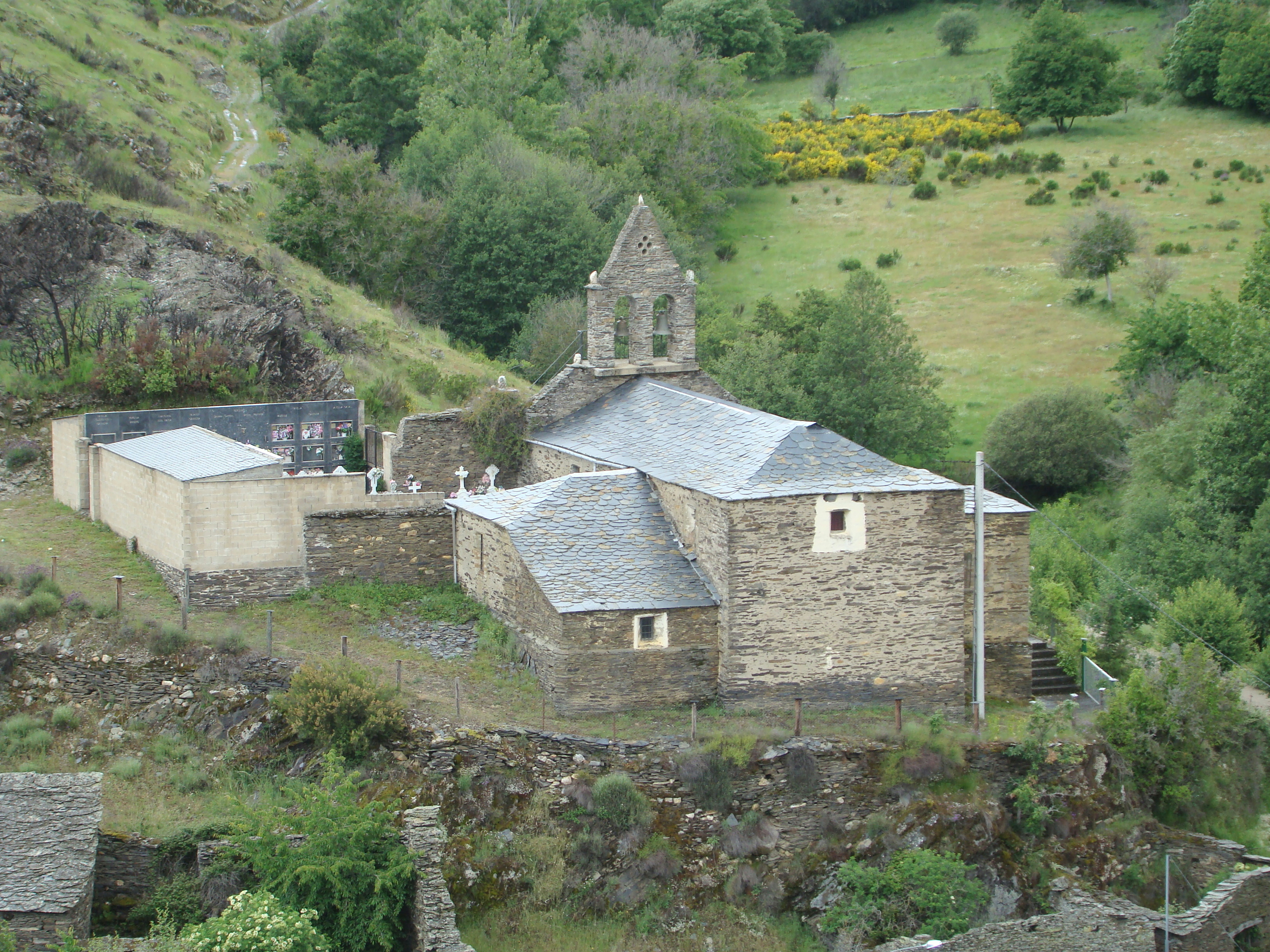
Église Santa Eulalia
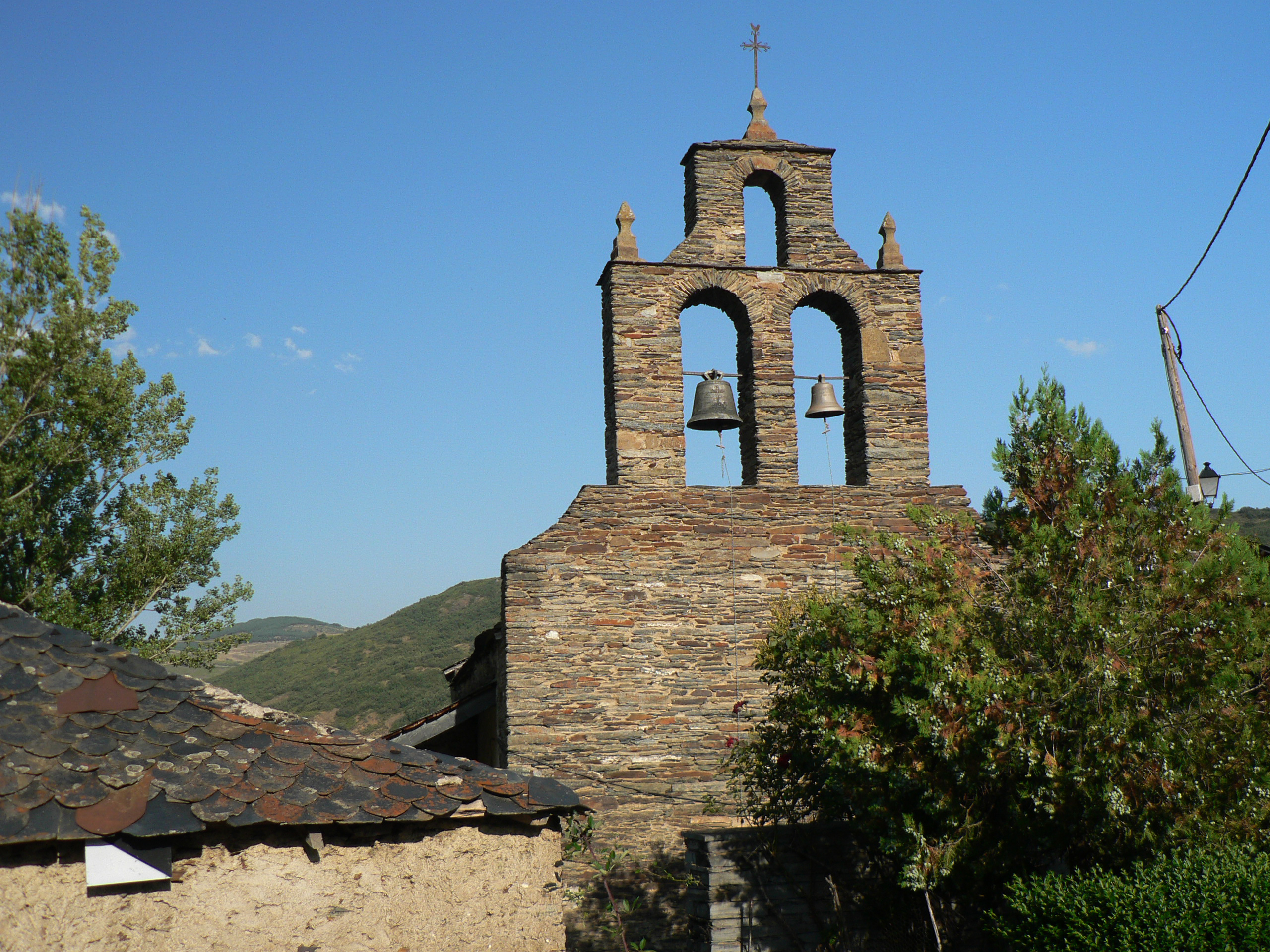
Chapelle de Encinedo